# 장감로
장감로(Janggam-ro)는 경기도 이천시 장호원읍 진암교차로 에서 충청북도 음성군 감곡면 감곡사거리를 잇는 도로이다.

## 주요 경유지
경기도
- 이천시 장호원읍

충청북도
- 음성군 (감곡면)

## 노선
| 이름          | 접속 노선                | 소재지 | 소재지   | 비고              |
| ------------- | ------------------------ | ------ | -------- | ----------------- |
| 진암 교차로   | 국도 제38호선 (서동대로) | 이천시 | 장호원읍 | 국도 제37호선구간 |
| 장호원삼거리  | 샘재로                   | 이천시 | 장호원읍 | 국도 제37호선구간 |
| 청미교사거리  | 국도 제37호선 (장여로)   | 이천시 | 장호원읍 | 국도 제37호선구간 |
| 장호원교      |                          | 이천시 | 장호원읍 |                   |
|               | 음성군                   | 감곡면 |          |                   |
| 익금교        | 음성군                   | 감곡면 |          |                   |
| 감곡사거리    | 음성군                   | 감곡면 | 북부로   |                   |
| 음성로와 직결 |                          |        |          |                   |

## 주요 건물 및 시설
- 농협 이천축산농협 장호원지점 (장감로 13/진암리 7-8)
- 농협 하나로마트 장호원농협본점 (장감로 16/진암리 30)
- 장호원초등학교 (장감로 46/진암리 33-1)
- 본죽 장호원점 (장감로 60/장호원리 101-11)
- 농협 장호원농협 본점 (장감로 66/장호원리 99-3)
- 장호원파출소 (장감로 70/장호원리 99-4)
- 감곡파출소 (장감로 127/왕장리 436-3)
- LG유플러스 감곡면 새마을금고점 (장감로 131/왕장리 455-2)
- 세븐일레븐 감곡오향점 (장감로 192/오향리 518-3)
- 미니스톱 음성감곡점 (장감로 193/오향리 517-15)
- 감곡공용정류장 (장감로 193/오향리 517-15)
- 농협 감곡농협 오향자점 (장감로 198/오향리 521-7)
- 감곡초등학교 (장감로 207/오향리 489-2)
- GS25 감곡센터점 (장감로 216/오향리 537-1)
- 아성다이소 음성감곡점 (장감로 23/오향리 546-14)